# نووی اورال
نووی اورال (انگلیسی: Novy Ural) یک شهرک در شهرستان دیورتیورلینسکی در استان باشقیرستان کشور روسیه است.